# 速報!歌の大辞テン
『速報!歌の大辞テン!!』（そくほう! うたのだいじテン）は、1996年10月16日から2005年3月23日まで日本テレビで放送された音楽情報バラエティ番組。1998年9月までは毎週水曜 20:00 - 20:54 (JST) に、同年10月以降は毎週水曜 19:58 - 20:54 (JST) に放送。

## 概要
『新装開店!SHOWbyショーバイ2』終了後の後番組として放送開始。日本テレビ系列29局同時ネット（テレビ宮崎以外）で、宮崎放送と琉球放送（ともにTBS系列局）でも時間差ネットされた。番組ロゴ表記は「速報!歌の大辞テン」や「速報!歌の大辞10」（「10」の上に振り仮名）であるが、正式な番組名は『速報!歌の大辞テン!!』である。
かつてこの放送局で放送されていた『トップテンシリーズ』の流れを汲む番組で、過去の同時期と今週のヒット曲トップ10をワンコーラス程度の映像を使い交互に紹介する新しいタイプのランキング番組として登場。テーマコンセプトは「歌でつなごう時代と時代」であり、2000年12月までは番組冒頭の司会者による紹介時に下部にテロップ表示していた（翌年1月より「昭和または平成○○年○○月のトップ10〜今から○○年前」にテロップ表示を変更）。なお、男性司会者である德光和夫は『トップテンシリーズ』のうち『NTV紅白歌のベストテン』→『ザ・トップテン』で1970年1月から12年3ヶ月にわたって進行を務めていた。
第1回放送の「過去のランキング」は1968年（昭和43年）10月のランキングで、1位はピンキーとキラーズの「恋の季節」。「今週のランキング」の1位は華原朋美の「save your dream」だった。
ランキングは、オリコン・CD売り上げ、カラオケ、有線放送、CDレンタル、期待度アンケート調査をもとに、日本テレビ音楽番組制作委員会の審査のもとにおいて決定する。上位10曲以外にも、11〜20位（両方。但し、一時期週間のみ21〜30位も発表していた。2001年中期になり過去のトップ20が出るようになり、暫くすると完全に週間21〜30位は終了）のほか、2002年9月〜2004年3月まではその時代に世界でヒットした曲も何曲か紹介していた。世界でヒットした曲はプロモーションビデオやアーティストの写真の合成など。映像素材は、主に日本テレビ音楽番組やプロモーションビデオ、ライブ映像を使用し、NHKから『紅白歌合戦』『レッツゴーヤング』などの映像を借用することも少なくなかった。また、番組開始当初と2005年1月19日放送分から2005年3月16日放送分は過去のヒット曲だけでなく、その年の出来事も映像を使い紹介した。
過去のヒット曲は、基本的には昭和40年代から平成初期までを取り扱っていたが、1999年（平成11年）以降には1990年代の曲、末期には番組開始年の1996年（平成8年）以降のランキングまでもが過去の曲として発表されることも多くなった。「今週のランキング」とは異なり週で計算するのではなく、月でオリコンCD売り上げなどを計算し放映する方式となる。そのためオリコンウィークリーなどで1回だけ8～10位に入ったが後は厳しかったというシングル曲の場合当番組のトップ20入りはまず無い。ただし月間トップテンという性格上、オリコンで20位以内の曲でもロングヒットを続けた曲の場合トップテン入りを果たせる場合もある。他には年間トップテン、末期には春、夏のトップテンも行われた。当番組で取り上げられた過去のランキングで最古のものは、2002年8月28日放送の1964年（昭和39年）年間のランキング（1位は坂本九の「見上げてごらん夜の星を」）で、最新のものは、2004年10月20日放送の2000年（平成12年）10月のランキング（1位はポルノグラフィティの「サウダージ」）であった。
2000年2月9日には番組最高視聴率26.8%（ビデオリサーチ・関東地区調べ）を記録した。この週の「過去のランキング」は1984年（昭和59年）2月のランキングで、1位は松田聖子の「Rock'n Rouge」。「今週のランキング」の1位はサザンオールスターズの「TSUNAMI」だった。
スタジオには司会者2名のほかに4名前後のゲストが登場。ゲストは現在・過去のランキングに登場する歌手・俳優・女優、若手お笑い芸人等が出演。第1回放送のスタジオゲストは瀬戸朝香と渡辺正行、最終回のスタジオゲストは中山秀征・柴田理恵・ガレッジセールと生歌唱スペシャルゲストとしてglobeが登場した。プロ野球のシーズンオフには、ごく稀に読売ジャイアンツ (巨人)の主力選手がゲストで出演することもあった（司会者である徳光が大の巨人ファンであるため）。また、日本テレビで放送される巨人戦のテーマソングが今週のトップ10にランクインされると、曲の紹介と同時に徳光が自身のファンである巨人に交えたコメントをすることもある。
スタジオでは、1996年10月から2004年11月までのレギュラー放送ではテーブルの前に出演者が横一列に並んで椅子に座り、視聴者から見て左側2つの席が司会者で、真ん中から右側がゲストという席順だった。特番時と2005年1月から3月のレギュラー放送では左側と右側にゲストが座り、司会者は真ん中の2つの席に座った。後から登場したゲストの場合若干チープな椅子に座らすこともあった。なお、2004年12月8日放送分から2005年3月16日放送分はテーブルをなくしてソファーに座り、最終回のみ椅子はなく立っていた。
現在・過去のランキングに入った歌手の一部によるコメント映像が流れる。この場合日テレのアナウンサーがインタビューする形式をとっていた時期もあった（2002年〜2004年）。現在のアーティストのライブ映像は、当番組のために収録された映像はもちろん深夜番組『FUN』や『AX MUSIC-TV』、『音楽戦士 MUSIC FIGHTER』と併用されることがあった。
テレビ局や時間の都合上、プロ野球期間中は、ナイター（プロ野球）で放送が潰れることも少なくなく、長い時には1か月以上番組が放送されなかった時もあった。
番組開始時は、常時15 - 20%前後の安定した視聴率を記録していたが、2002年以降視聴率が15%を切ることも多くなり徐々に低迷、2005年3月一杯をもって同番組を終了した。終了後は同じ音楽ものである『ミンナのテレビ』が放送されたが、この番組のような純然たる音楽番組ではなく、コントを交えたバラエティ要素が強くなった。
企画の五味一男によると、番組企画を考えたのは放送開始の6年前で、その時点で既に番組の基本的な骨格はほぼ決めていたという。

## 番組終了後
2005年12月25日に復活特別番組『X'mas特別企画!復活!歌の大辞テン!!冬のスーパーヒット曲昭和VS平成のTOP20スペシャル!』が放送された。レギュラー放送時はスタジオの出演者の言葉が今では数少なくなった手書きのテロップで表示されていたが、2005年12月25日の復活SPでは手書きではなくなった。
また、本番組スタッフが手がけていた年末音楽特番『1億3000万人が選ぶ!ベストアーティスト』は、2008年まで同スタッフによって製作されている。
その他にも、本番組スタッフが関わり、歌の大辞テンと同様に過去のアーカイブ素材を使用する音楽番組が多く製作された。
なお、2013年1月1日放送の『嵐にしやがれ元旦2時間半スペシャル』内の番組復活企画として、速報!ジャニーズ大辞テン!!が放送された。
2020年8月23日の早朝（22日深夜）の『24時間テレビ43「愛は地球を救う」』の深夜企画の一つとして『日テレ系伝説の映像解禁100連発 〜もう一度見たい24時間テレビパフォーマンス名場面〜』が放送され、そのパートを徳光が担当していたことから若槻千夏とともに当番組テイストで名場面を紹介した。
2022年7月2日放送の『THE MUSIC DAY 2022』では「世代をつなぐ名曲」のテーマにちなみ、『復活!速報!歌の大辞テン』のタイトルで当番組が復活。徳光・飯島も出演した。
2025年5月27日、往年の人気番組を復活させた『大進化! レジェンド番組祭り』の一環として、『特報！歌の大辞テン2025』として19:00-21:00（一部地域は20:54まで）放送。司会は藤井貴彦と橋本環奈、徳光もゲストとして出演した。そのほかの出演者は三田寛子、せいや（霜降り明星）、横澤夏子、近藤春菜（ハリセンボン）、志尊淳。
なお番組BGMと青画面（現在の曲）のロゴはそのままだが、赤画面（過去の曲）のロゴは一新した。

## 出演者

### 司会者
今週のトップ10担当
- 徳光和夫[6]

過去のトップ10担当
- 初代 - 飯島直子（1996年10月 - 1998年3月25日、最終回、2022年7月）[6]
- 2代目 - 中山エミリ（1998年4月22日 - 最終回、2005年12月）

2003年10月1日放送の特別版歌の大辞テン!!（後述）では城島茂（TOKIO）が司会に加わり、1990年代のトップ15を紹介した。

また、飯島が番組を休んだ時には永井美奈子（元日本テレビアナウンサー）が、徳光が番組を休んだ時には福澤朗（当時日本テレビアナウンサー）がそれぞれ代役を務めた。
なお、飯島の最終回および中山初回においてMC卒業とMC就任について出演者は一切言及はしておらず、飯島は通常通り毎週行っている次回放送の過去のトップ10（1998年4月22日放送「昭和53年春のトップ10」）の簡単な説明だけで放送を終えた他、中山初回も新聞欄に「新MC中山エミリ」と記載されたのみに留まり、通常通りの進行で飯島に言及はなかった。飯島の降板理由について日本テレビから正式な理由は公表されていないが、この年TUBEの前田亘輝と結婚をしており結婚準備のためとされている。しかしのちに離婚したため最終回および後述の関連番組には復帰している。
余談ではあるが、徳光がパーソナリティを務めるラジオ番組「徳光和夫 とくモリ!歌謡サタデー」（ニッポン放送）2015年4月25日放送分では、番組を休んだ時には福留功男に頼んだと話をしていた。

なお、徳光、飯島は本番組スタッフによる年末音楽特番『ベストアーティスト』の司会を2001年から2008年まで担当した。

### スタジオゲスト
五十音順
| - 愛内里菜 - 相川七瀬 - 相田翔子 - 青木さやか - 浅香唯 - 浅草キッド - 朝青龍 - 東ちづる - 安達祐実 - 安倍麻美 - 雨上がり決死隊 - 嵐 - 有坂来瞳 - 安西ひろこ - アンジャッシュ - EE JUMP - 生稲晃子 - IZAM（兼 VTR出演） - 石塚英彦（ホンジャマカ） - 石野真子 - 磯野貴理子 - いっこく堂 - 五輪真弓 - 伊藤かずえ - 稲垣吾郎（当時SMAP） - 井森美幸 - 伊集院光 - インパルス - 上原多香子 - ウエンツ瑛士 - エキセントリック少年ボウイオールスターズ - EXILE - 榎本加奈子 - 岡本真夜 - 荻野目洋子 - 荻原次晴 - オセロ - Gackt - 風見しんご - 柏原芳恵 - 片岡鶴太郎 - 片平なぎさ - 勝俣州和 - 加藤茶 - 加藤晴彦 - 加藤紀子 - 叶姉妹 - 華原朋美 - 嘉門達夫 - ガレッジセール - 菊川怜 - 菊池桃子 - 岸谷五朗 - Kiroro - キングコング - 工藤静香 - 熊田曜子 - くりぃむしちゅー - GLAY（TERUとTAKURO2人で出演） - 研ナオコ - 小池栄子 - 郷ひろみ - コージー冨田 - コロッケ - 西城秀樹 - 斉藤由貴 - 酒井法子 - 堺正章 - 榊原郁恵 - 坂崎幸之助 (THE ALFEE) - 坂本ちゃん - SAYAKA - 猿岩石 - 沢田研二 - サンプラザ中野 - 三瓶 - SHAZNA - SPEED - 品川庄司 - 篠原ともえ - 篠原涼子 - 柴田理恵 - 島谷ひとみ - 島崎和歌子 - 志村けん - 19 - 陣内智則 - 杉山清貴 - 鈴木あみ - 鈴木杏樹 - 鈴木早智子 - 鈴木蘭々 | - 笑福亭鶴瓶 - 瀬戸朝香 - ZONE - 高木美保 - 高嶋政伸 - 高橋英樹 - 高橋ジョージ - 田代まさし - 田島寧子 - タッキー&翼 - 谷亮子 - 田原俊彦 - DA PUMP - ダンプ松本 - 千秋 - TUBE - day after tomorrow - TRF - つぶやきシロー - 鉄拳 - 東京プリン - 所ジョージ - トミーズ雅 - 内藤やす子 - 中居正広 (当時SMAP) - 中澤裕子 - 中村雅俊 - 中山秀征（最多出演ゲスト） - 中森明菜 - 西川貴教 (T.M.Revolution) - 錦織一清 - 西田ひかる - 西村知美 - 新田恵利 - 野口五郎 - 野沢直子 - 野村義男 - 波田陽区 - X-GUN - 爆笑問題 - はしのえみ - パッパラー河合 - はなわ - パフィー - パペットマペット - 林原めぐみ - 早見優 - 東野幸治 - 久本雅美 - hiro - ヒロシ - V6 - 布川敏和 - 藤井フミヤ - ブラックビスケッツ（ポケビとは別の回） - ホーム・チーム - ポケットビスケッツ（ブラビとは別の回） - 本田美奈子 - 舞の海 - 前田耕陽 - ますだおかだ - 増田恵子 - 松村邦洋 - MAX - 松崎しげる - 松岡充 - 松本明子 - 松本伊代 - 丸山和也 - 未唯 - 水戸泉 - 三船美佳 - 南野陽子 - 宮沢りえ - ムッシュかまやつ - 武双山 - MEGUMI - メロン記念日 - モーニング娘。 - 元木大介 - 森口博子 - 森下千里 - 森公美子 - 薬丸裕英 - 山崎裕太 - 山口もえ - 山田花子 - 柳沢慎吾 - 柳葉敏郎 - YOU - 優香 - よゐこ - 吉幾三 - 渡辺正行 - 渡辺満里奈 - 和田アキ子 |

その他多数

## 特徴
- 番組の流れとして、最初に過去のトップテン担当者が「昭和(平成)○年○月の第○位は?」とコールし、向かって右側のモニター（バックは赤）の曲名、アーティスト名が次々と変わる。（この頃のトップテン圏外の曲が順番に出る。）コール後には、出場者全員がモニターを見る為に後ろを向く演出をしている。止まったら、担当者が曲名とアーティスト名を読み上げる。次に徳光が「今週の第○位は、一体なんでありましょうか?こちらでございます!（最後の部分は少し変わる場合がある）」とコールし、向かって左側のモニター（バックは青）の曲名、アーティスト名が次々と変わる。（その週の曲がランクに関係なく、完全にランダムに変わる。）止まったら、徳光が曲名とアーティスト名を読み上げる。
- 中高年齢層を意識してか、年代紹介は原則として元号（昭和○○年、平成○○年）を使う。2003年10月1日放送の特別版歌の大辞テン!!で1980年代、1990年代、2003年上半期のトップ15を紹介した際は年代ごとのランキングだったため、この番組では珍しく西暦を使用していた。
- 「プロモーションビデオ」のことを「映像」、「ボーカル」を「主に歌っている人」などのように日本語に言い換えている言葉が多い。また、曲名、歌手名、歌詞の中に英語が使われている場合は、英語の上に、ふりがな（読み）が打ってある、テロップが表示されていた。（末期は英語歌手名、難読のふりがなを表示しないことがあった）
- グループ紹介は基本的に「主に歌っている○○さんと、…」という風にメンバー全員を紹介するが、ボーカルしか目立たないバンドはボーカルしか紹介しなかった。
- 4 - 9月は巨人戦中継で休止することが非常に多かったため、特に雨天中止の場合[注 4]に備えて収録したものを土曜日や日曜日の昼間に日本テレビのみで『別冊!歌の大辞テン!!』として放送したことがある。
- 1996年12月25日放送で『超光戦士シャンゼリオン』（テレビ東京）の最終回直後に、出演キャストの萩野崇をはじめ、林美恵、松井友香、相澤一成、東風平千香の5名、リクシンキ（陸震輝）、クウレツキ（空裂輝）、ホウジンキ（砲陣輝）、番組主題歌のMISAが登場した。番組では史上最多出演という人数が参加した。シャンゼリオンの変身シーンでのナレーションは本編と同じく市山登が担当した。
- 2001年8月22日、東京ドームの巨人戦が台風による交通機関の乱れの配慮で中止になったため、「NNN緊急特別番組 台風11号・列島縦断 東京ドーム巨人戦中止 歌の大辞テンも生放送!!」（速報!生で大辞テン!!）と題して、台風情報を挟みながら最新ランキング（トップ20）のみで緊急生放送を行った（スタジオゲスト：篠原涼子、19、風見しんご、森口博子）。なお司会の徳光・中山は、巨人戦が中止にならなければ巨人戦中継にゲスト出演する予定であった[7]。
- 日によっては『NNNニューススポット』との枠を交換をすることがあった[注 5]。
- 「過去のランキング」が紹介された際の曲は「Riverside Street」[8](Nash Music Library)だった。
- スタッフが初期の同時期に放送されていたクイズ番組「マジカル頭脳パワー!!」と同チームだったこともあり、音楽番組でありながらも提供画面時に番組オリジナルBGMと共に歌唱映像をぼかして上下と左右に「誰だかわかるかな?」とテロップを表示してクイズを連想させたり、改編期特番「スーパークイズスペシャル」において、クイズを出題した時もあった。提供画面時は前半パートではその演出を行い、後半パートでは次回放送過去のトップ10のランダムに数組の歌唱映像を放送していた。しかし2002年4月以降は番組オリジナルBGMの使用をやめ、すべて歌唱映像に変更された（最終回のみ3年ぶりに番組オリジナルBGMをバックに歌唱映像に戻された）。
- 放送当時ジャニーズ事務所を退社したメンバーが出演していた歌番組の映像は当該人物（光GENJIのメンバーであった諸星和己・大沢樹生・佐藤寛之）がアップで映らないような編集がされたり、脱退後のコンサート映像を使うなどの対策をしていた（SMAPのメンバーであった森且行の事例）。
  - 例外として男闘呼組の映像および円満退社した山本淳一は、そうした編集措置が取られなかった。
- 過去に渡辺プロダクション所属だった歌手については、同社の経営陣と井原高忠との確執から、1970年中期から後期まで日本テレビへの出演が井原が関与していないごく一部の番組や読売テレビなど系列局製作の番組に限られたため、同社からの映像提供扱いで他局の番組での歌唱映像を放送することがあった。

## 放送リスト

### 1996年
| 回 | 放送日   | 過去のランキングテーマ           | 過去の第1位の曲                              | 今週の第1位の曲              | スタジオゲスト                 |
| -- | -------- | -------------------------------- | -------------------------------------------- | ---------------------------- | ------------------------------ |
| 1  | 10月16日 | 昭和43年（1968年）10月のトップ10 | 『恋の季節』 ピンキーとキラーズ              |                              | 瀬戸朝香 渡辺正行              |
| 2  | 10月23日 | 昭和48年（1973年）10月のトップ10 | 『ちぎれた愛』 西城秀樹                      |                              |                                |
| 3  | 10月30日 | 昭和47年（1972年）10月のトップ10 | 『虹をわたって』 天地真理                    | 『これが私の生きる道』 PUFFY | 早坂好恵 かとうれいこ 高田純次 |
| 4  | 11月6日  | 昭和45年（1970年）11月のトップ10 | 『京都の恋』 渚ゆう子                        |                              |                                |
| 5  | 11月13日 | 昭和56年（1980年）11月のトップ10 | 『風は秋色』 松田聖子                        |                              | 笑福亭鶴瓶 永作博美 安達祐実   |
| 6  | 11月20日 | 昭和53年（1978年）11月のトップ10 | 『季節の中で』 松山千春                      |                              |                                |
| 7  | 11月27日 | 昭和44年（1969年）11月のトップ10 |                                              |                              |                                |
| 8  | 12月4日  | 昭和57年（1982年）12月のトップ10 | 『3年目の浮気』 ヒロシ&キーボー              |                              |                                |
| 9  | 12月11日 | 昭和50年（1975年）12月のトップ10 | 『センチメンタル』 岩崎宏美                  |                              |                                |
| 10 | 12月18日 | 昭和54年（1979年）12月のトップ10 | 『異邦人 -シルクロードのテーマ-』 久保田早紀 |                              |                                |

### 1997年
| 回 | 放送日   | 過去のランキングテーマ                          | 過去の第1位の曲                                | 今週の第1位の曲                          | スタジオゲスト                                    |
| -- | -------- | ----------------------------------------------- | ---------------------------------------------- | ---------------------------------------- | ------------------------------------------------- |
| 11 | 1月8日   | 昭和52年（1977年）1月のトップ10                 | 『青春時代』 森田公一とトップギャラン          | 『PRIDE』 今井美樹                       | 西田ひかる YOSHIKI（X JAPAN） 千堂あきほ          |
| 12 | 1月15日  | 昭和49年（1974年）1月のトップ10                 | 『恋のダイヤル6700』 フィンガー5               | 『YOU ARE THE ONE』 TK PRESENTS こねっと | 伊東四朗                                          |
| 13 | 1月22日  | 昭和53年（1978年）1月のトップ10                 | 『UFO』 ピンク・レディー                       | 『Don't you see!』 ZARD                  | 西城秀樹 高木美保 グレートチキンパワーズ          |
| 14 | 1月29日  | 昭和59年（1984年）1月のトップ10                 | 『もしも明日が…。』 わらべ                     | 『FACE』 globe                           |                                                   |
| 15 | 2月5日   | 昭和56年（1981年）2月のトップ10                 | 『チェリーブラッサム』 松田聖子                | 『愛なんだ』 V6                          |                                                   |
| 16 | 2月12日  | 昭和41年（1966年）2月のトップ10                 | 『君といつまでも』 加山雄三                    | 『スカーレット』 スピッツ                |                                                   |
| 17 | 2月19日  | 昭和50年（1975年）2月のトップ10                 | 『私鉄沿線』 野口五郎                          | 『Everything (It's you)』 Mr.Children    |                                                   |
| 18 | 2月26日  | 昭和60年（1985年）2月のトップ10                 | 『天使のウィンク』 松田聖子                    | 『Everything (It's you)』 Mr.Children    |                                                   |
| 19 | 3月5日   | 昭和44年（1969年）3月のトップ10                 | 『ブルーライト・ヨコハマ』 いしだあゆみ        | 『CAN YOU CELEBRATE?』 安室奈美恵        | 中居正広 森口博子 定岡正二                        |
| 20 | 3月12日  | 昭和57年（1982年）3月のトップ10                 | 『心の色』 中村雅俊                            | 『CAN YOU CELEBRATE?』 安室奈美恵        |                                                   |
| 21 | 3月19日  | 昭和55年（1980年）3月のトップ10                 | 『贈る言葉』 海援隊                            | 『FIREBALL』 B'z                         |                                                   |
| 22 | 4月16日  | 昭和47年（1972年）4月のトップ10                 | 『ちいさな恋』 天地真理                        | 『本気がいっぱい』 V6                    |                                                   |
| 23 | 4月23日  | 昭和54年（1979年）4月のトップ10                 | 『YOUNG MAN (Y.M.C.A.)』 西城秀樹              | 『Give me a Shake』 MAX                  |                                                   |
| 24 | 5月7日   | 昭和62年（1987年）5月のトップ10                 | 『Strawberry Time』 松田聖子                   | 『Hate tell a lie』 華原朋美             | 猿岩石 吉川ひなの 清水圭                          |
| 25 | 5月14日  | 昭和56年（1981年）5月のトップ10                 | 『ルビーの指環』 寺尾聰                        | 『Hate tell a lie』 華原朋美             | GLAY （TERU・TAKURO） 矢野顕子 山田邦子           |
| 26 | 6月11日  | 昭和53年（1978年）6月のトップ10                 | 『時間よ止まれ』 矢沢永吉                      | 『How to be a Girl』 安室奈美恵          |                                                   |
| 26 | 6月18日  | 昭和46年（1971年）6月のトップ10                 | 『また逢う日まで』 尾崎紀世彦                  | 『How to be a Girl』 安室奈美恵          |                                                   |
| 27 | 6月25日  | 昭和58年（1983年）6月のトップ10                 | 『探偵物語』 薬師丸ひろ子                      | 『口唇』 GLAY                            |                                                   |
| 28 | 7月9日   | 昭和49年（1974年）7月のトップ10                 | 『夫婦鏡』 殿様キングス                        | 『大スキ!』 広末涼子                     |                                                   |
| 29 | 7月23日  | 昭和59年（1984年）7月のトップ10                 | 『迷宮のアンドローラ』 小泉今日子              | 『Calling』 B'z                          |                                                   |
| 30 | 8月13日  | 昭和55年（1980年）8月のトップ10                 | 『ダンシング・オールナイト』 もんた&ブラザーズ | 『硝子の少年』 KinKi Kids                |                                                   |
| 31 | 8月27日  | 昭和57年（1982年）8月のトップ10                 | 『小麦色のマーメイド』 松田聖子                | 『HOWEVER』 GLAY                         |                                                   |
| 32 | 9月17日  | 昭和52年（1977年）9月のトップ10                 | 『渚のシンドバッド』 ピンク・レディー          | 『HOWEVER』 GLAY                         |                                                   |
| 33 | 10月15日 | 昭和59年（1984年）10月のトップ10                | 『ヤマトナデシコ七変化』 小泉今日子            | 『Peace!』 SMAP                          |                                                   |
| 34 | 10月22日 | 昭和54年（1979年）10月のトップ10                | 『ふれあい』 中村雅俊                          | 『Liar! Liar!』 B'z                      |                                                   |
| 35 | 10月29日 | 昭和42年（1967年）10月のトップ10                |                                                | 『White Love』 SPEED                     |                                                   |
| 36 | 11月5日  | 昭和58年（1983年）11月のトップ10                | 『瞳はダイアモンド』 松田聖子                  | 『WHITE BREATH』 T.M.Revolution          | エキセントリック少年ボウイオールスターズ          |
| 37 | 11月12日 | 昭和60年（1985年）11月のトップ10                | 『恋におちて -Fall in love-』 小林明子         | 『White Love』 SPEED                     |                                                   |
| 38 | 11月19日 | 昭和49年（1974年）11月のトップ10                | 『よろしく哀愁』 郷ひろみ                      | 『GENERATION GAP』 V6                    | 西城秀樹 吉野公佳 高橋ひとみ                      |
| 39 | 11月26日 | 昭和62年（1987年）11月のトップ10                | 『SHOW ME』 森川由加里                         | 『愛されるより 愛したい』 KinKi Kids     |                                                   |
| 40 | 12月3日  | 昭和46年（1971年）12月のトップ10                | 『雨の御堂筋』 欧陽菲菲                        | 『愛されるより 愛したい』 KinKi Kids     |                                                   |
| 41 | 12月10日 | 昭和61年（1986年）12月のトップ10                | 『BELIEVE』 渡辺美里                           | 『Dreaming I was dreaming』 安室奈美恵   |                                                   |
| 42 | 12月17日 | 冬のスーパーヒット曲トップ20 vs. 97年間トップ20 | 『クリスマス・イブ』 山下達郎                  | 『CAN YOU CELEBRATE?』 安室奈美恵        | 森進一 川島なお美 渡辺満里奈 松村邦洋 猿岩石 千秋 |

### 1998年
| 回 | 放送日   | 過去のランキングテーマ                      | 過去の第1位の曲                       | 今週の第1位の曲                                 | スタジオゲスト                                                                      |
| -- | -------- | ------------------------------------------- | ------------------------------------- | ----------------------------------------------- | ----------------------------------------------------------------------------------- |
| 43 | 1月7日   | 平成2年（1990年）1月のトップ10              | 『くちびるから媚薬』 工藤静香         | 『愛されるより 愛したい』 KinKi Kids            | 鈴木早智子 藤谷美和子                                                               |
| 44 | 1月14日  | 昭和40年（1965年）1月のトップ10             | 『』                                  | 『愛されるより 愛したい』 KinKi Kids            |                                                                                     |
| 45 | 1月21日  | 昭和60年（1985年）1月のトップ10             | 『スターダスト・メモリー』 小泉今日子 | 『Face the change』 Every Little Thing          |                                                                                     |
| 46 | 1月28日  | 昭和54年（1979年）1月のトップ10             | 『』                                  | 『夜空ノムコウ』 SMAP                           |                                                                                     |
| 47 | 2月4日   | 昭和43年（1968年）2月のトップ10             | 『』                                  | 『明日が聴こえる/Children's Holiday』 J-FRIENDS | 中野英雄 山田まりや 井上順                                                          |
| 48 | 2月11日  | 昭和61年（1986年）2月のトップ10             | 『DESIRE』 中森明菜                   | 『winter fall』 L'Arc〜en〜Ciel                 | 少年隊（東山紀之・植草克秀・錦織一清） 藤崎奈々子 15代目佐ノ山親方（現・KONISHIKI） |
| 49 | 2月25日  | 昭和59年（1984年）2月のトップ10             | 『』                                  | 『ニシエヒガシエ』 Mr.Children                  | 相川七瀬 つぶやきシロー 松本明子 鶴久政治                                           |
| 50 | 3月4日   | 昭和46年（1971年）3月のトップ10             | 『』                                  | 『my graduation』 SPEED                         |                                                                                     |
| 51 | 3月11日  | 昭和52年（1977年）3月のトップ10             | 『』                                  | 『my graduation』 SPEED                         |                                                                                     |
| 52 | 3月18日  | 昭和60年（1985年）3月のトップ10             | 『』                                  | 『my graduation』 SPEED                         | 杉山清貴 三宅裕司 上原さくら 関根勤                                                 |
| 53 | 4月22日  | 昭和53年（1978年）春のトップ10              | 『』                                  | 『さまよえる蒼い弾丸』 B'z                      | 郷ひろみ 遠藤久美子 トミーズ雅                                                      |
| 54 | 4月29日  | 昭和58年（1983年）4月のトップ10             | 『』                                  | 『STORM』 LUNA SEA                              | 野口五郎 篠原涼子 松村邦洋                                                          |
| 55 | 5月13日  | 昭和63年（1987年）5月のトップ10             | 『』                                  | 『』                                            |                                                                                     |
| 56 | 6月10日  | 昭和57年（1982年）6月のトップ10             | 『』                                  | 『』                                            |                                                                                     |
| 57 | 6月17日  | 昭和50年（1975年）6月のトップ10             | 『』                                  | 『』                                            |                                                                                     |
| 58 | 7月1日   | 昭和54年（1979年）7月のトップ10             | 『』                                  | 『』                                            | ビビアン・スー 井森美幸 タケカワユキヒデ                                            |
| 59 | 7月8日   | 昭和62年（1987年）7月のトップ10             | 『』                                  | 『』                                            |                                                                                     |
| 60 | 7月15日  | 昭和48年（1973年）7月のトップ10             | 『』                                  | 『』                                            |                                                                                     |
| 61 | 7月22日  | 平成元年（1989年）7月のトップ10             | 『』                                  | 『』                                            |                                                                                     |
| 62 | 7月29日  | 昭和61年（1986年）7月のトップ10             | 『』                                  | 『』                                            |                                                                                     |
| 63 | 8月12日  | 昭和56年（1981年）8月のトップ10             | 『』                                  | 『全部だきしめて』 KinKi Kids                   |                                                                                     |
| 64 | 8月26日  | 昭和53年（1978年）8月のトップ10             | 『』                                  | 『全部だきしめて』 KinKi Kids                   |                                                                                     |
| 65 | 9月2日   | 昭和60年（1985年）9月のトップ10             | 『』                                  | 『全部だきしめて』 KinKi Kids                   |                                                                                     |
| 66 | 10月14日 | 昭和61年（1986年）10月のトップ10            | 『』                                  | 『』                                            |                                                                                     |
| 67 | 10月21日 | 昭和55年（1980年）10月のトップ10            | 『』                                  | 『』                                            |                                                                                     |
| 68 | 11月4日  | 昭和51年（1976年）11月のトップ10            | 『』                                  | 『』                                            |                                                                                     |
| 69 | 11月18日 | 平成3年（1991年）11月のトップ10             | 『』                                  | 『』                                            | TRF 高木美保 コロッケ                                                               |
| 70 | 11月25日 | 昭和48年（1973年）11月のトップ10            | 『』                                  | 『』                                            |                                                                                     |
| 71 | 12月2日  | 昭和63年（1988年）12月のトップ10            | 『』                                  | 『』                                            |                                                                                     |
| 72 | 12月9日  | 昭和56年（1981年）12月のトップ10            | 『』                                  | 『』                                            |                                                                                     |
| 73 | 12月16日 | 時代を超えた冬のトップ20 vs. 98年間トップ20 | 『クリスマス・イブ』 山下達郎         | 『誘惑』 GLAY                                   | 布施明 モト冬樹 久本雅美 globe（KEIKO・MARC） SPEED 田村亮子                        |

### 1999年
| 回  | 放送日   | 過去のランキングテーマ                              | 過去の第1位の曲 | 今週の第1位の曲                            | スタジオゲスト               |
| --- | -------- | --------------------------------------------------- | --------------- | ------------------------------------------ | ---------------------------- |
| 74  | 1月6日   | 昭和53年（1978年）1月のトップ10                     | 『』            | 『』                                       |                              |
| 75  | 1月13日  | 昭和58年（1983年）1月のトップ10                     | 『』            | 『』                                       |                              |
| 76  | 1月20日  | 昭和61年（1986年）1月のトップ10                     | 『』            | 『』                                       |                              |
| 77  | 1月27日  | 昭和55年（1980年）1月のトップ10                     | 『』            | 『』                                       |                              |
| 78  | 2月3日   | 昭和45年（1970年）2月のトップ10                     | 『』            | 『』                                       |                              |
| 79  | 2月10日  | 昭和62年（1987年）2月のトップ10                     | 『』            | 『』                                       |                              |
| 80  | 2月17日  | 昭和57年（1982年）2月のトップ10                     | 『』            | 『』                                       |                              |
| 81  | 2月24日  | 昭和47年（1972年）2月のトップ10                     | 『』            | 『』                                       |                              |
| 82  | 3月3日   | 昭和51年（1976年）3月のトップ10                     | 『』            | 『Precious Time』 SPEED                    |                              |
| 83  | 3月10日  | 昭和56年（1981年）3月のトップ10                     | 『』            | 『やめないで,PURE』 KinKi Kids             |                              |
| 84  | 3月17日  | 昭和59年（1984年）3月のトップ10                     | 『』            | 『だんご3兄弟』 速水けんたろう・茂森あゆみ |                              |
| 85  | 4月21日  | 昭和61年（1986年）春のトップ10                      | 『』            | 『』                                       | PUFFY 西田ひかる 加藤晴彦    |
| 86  | 5月5日   | 昭和54年（1979年）5月のトップ10                     | 『』            | 『』                                       |                              |
| 87  | 5月19日  | 昭和57年（1982年）5月のトップ10                     | 『』            | 『』                                       |                              |
| 88  | 6月2日   | 昭和58年（1983年）6月のトップ10                     | 『』            | 『』                                       |                              |
| 89  | 6月23日  | 昭和62年（1987年）6月のトップ10                     | 『』            | 『ギリギリchop』 B'z                       |                              |
| 90  | 7月7日   | 昭和49年（1974年）7月のトップ10                     | 『』            | 『Fly』 SMAP                               |                              |
| 91  | 7月14日  | 昭和52年（1977年）7月のトップ10                     | 『』            | 『INORI』 HITOE'S 57 MOVE                  |                              |
| 92  | 7月28日  | 昭和55年（1980年）7月のトップ10                     | 『』            | 『BE TOGETHER』 鈴木あみ                   |                              |
| 93  | 8月4日   | 昭和60年（1985年）8月のトップ10                     | 『』            | 『Boys & Girls』 浜崎あゆみ                |                              |
| 94  | 8月18日  | 昭和59年（1984年）8月のトップ10                     | 『』            | 『Boys & Girls』 浜崎あゆみ                |                              |
| 95  | 10月13日 | 昭和58年（1983年）10月のトップ10                    | 『』            | 『OUR DAYS』 鈴木あみ                      |                              |
| 96  | 10月20日 | 昭和63年（1988年）10月のトップ10                    | 『』            | 『雨のMelody』 KinKi Kids                  |                              |
| 97  | 10月27日 | 平成2年（1990年）10月のトップ10                     | 『』            | 『雨のMelody』 KinKi Kids                  |                              |
| 98  | 11月3日  | 昭和51年（1976年）11月のトップ10                    | 『』            | 『』                                       |                              |
| 99  | 11月10日 | 昭和54年（1979年）11月のトップ10                    | 『』            | 『』                                       |                              |
| 100 | 11月17日 | 平成元年（1989年）11月のトップ10                    | 『』            | 『』                                       |                              |
| 101 | 11月24日 | 昭和59年（1984年）11月のトップ10                    | 『』            | 『』                                       | 柳葉敏郎 荻野目洋子 松村邦洋 |
| 102 | 12月1日  | 昭和55年（1980年）12月のトップ10                    | 『』            | 『』                                       |                              |
| 103 | 12月8日  | 昭和57年（1982年）12月のトップ10                    | 『』            | 『』                                       |                              |
| 104 | 12月15日 | 昭和53年（1978年）12月のトップ10 vs. 99年間トップ10 | 『』            | 『』                                       |                              |

## スタッフ

### レギュラー放送時代
- 企画：五味一男（以前は総合演出兼務）
- 構成：豊村剛/矢頭浩、高須晶子、今村良樹、内田真里苗、斉藤由紀子（内田・斉藤→以前はリサーチ）、AKO
- ナレーター：森功至
- TP（1997年9月まで） → TM（1997年10月から）：田中元一、坂本親保、吾妻光良（吾妻→以前は音声）、古川誠一、古井戸博
- TD：熨戸賢司、吉田亘
- SW：竹内一也、依田幹雄、安藤康一
- カメラ：南良郎、鈴木健司
- チーフエンジニア：佐野利喜男
- 音声：飯地浩美、鈴木詳司、清水秀明、山口裕司、木田哲治、今村公威
- 照明プロデューサー：高橋明宏（以前は照明）
- 照明：小寺勝馬、吉松耕司、斎田ひとみ（KYORITZ）、真壁弘、高橋昌(正)彦（KYORITZ）
- 調整：夏目充博、根本正実、石塚功、斎藤順二郎、佐藤満、原泰造、中野信、竹本司、矢込宏敬、小熊透、小澤郁彌、鈴木雄仁
- 音効：井上研一、村田好次（佳夢音）、室加徳彦（佳夢音）
- 音楽コーディネーター：本橋武夫
- アートプロデューサー：山浦俊夫
- デザイン：磯村英俊、近藤純子、卜部亜喜、久保玲子
- 照明・美術協力：日本テレビアート
- 電飾：笠井信一、今村真紀子、須藤幸恵
- 装置：南谷祥
- 装飾：上村浩一、鶴田しのぶ、小池長寿
- ロケ技術：日本テレビビデオ、コスモ・スペース、共立、タワーテレビ、テクノマックス、ジャパンテクニカルアート、池田屋、テレテック
- EED：IMAGICA、シミズビジュアル（シミズオクトのグループ内企業・現在は閉業）、RVC（現・まるビデオ）、TDK、aaiスタジオ
- 編集：森田文雄、池田克己、石谷良、本間貢
- MA：遠山正
- 広報：立柗典子、安藤未穂、北川佳代、小串理江、小泉真紀、梶原美緒
- TK：西岡八生子
- 協力：創輝、オフィス・ケーアール、音楽事業協会、oricon、TSUTAYA、タイトー、モンスター・フィルムズほか
- ディレクター：原淳、ホリイアキノブ、橋本忍、横川圭希、岩田宣之、浜村俊郎、西山敏男、藤本弘志（ひろし）、山田貴教、笠原保志、小林周一、川本良樹、木元薫、中尾光孝、佐藤宗大（木元・佐藤→共に以前は演出補）、高戸大悟、渡辺健太郎
- アシスタントプロデューサー：斉藤寿
- 演出補 : 橋本真志、内山陽子、昆祐子、林芳昌、一柳禎宏、横内里穂
- 制作デスク：岡野芳子
- 制作進行：安藤優子、酒井正義、山中れい子、影山幸子、道下綾子
- 演出：小沢太郎、舟澤謙二、鈴木守、古野千秋、環真吾、高谷和男、杉岡士朗、鈴木豊人、松山和久、堤聰、内田潔、川名良和（堤・内田→共に以前はディレクター）
- 総合演出：瓜生健（以前は演出）
- プロデューサー：藤井淳、森實陽三（森實→以前は演出）、中西健（中西→以前はディレクター）/森下泰男、和田隆、竹村薫、長谷川賢一（長谷川→以前はコーディネートプロデューサー）、石川京子、林田竜一、日向野明/中村英明
- チーフプロデューサー：渡辺弘（1996年10月-1997年5月）、吉岡正敏（1997年6月-1998年5月）、佐野讓顯（1998年6月-2003年5月）、吉田真（2003年6月-2004年5月）、土屋泰則（2004年6月以降、それ以前はプロデューサー）
- 制作協力：モスキート、NCV、日企
- 製作著作：日本テレビ

### 2005年復活スペシャル
- 企画・監修：五味一男
- 構成：豊村剛/矢頭浩、今村良樹、高須晶子、野中浩之、斉藤由紀子、AKO、内田真里苗
- ナレーター：森功至（番組CMナレーションのみ）
- TM：古川誠一
- SW：鈴木健司
- カメラ：吉田健治
- 照明：河内俊明
- 調整：佐藤満
- 音声：大浦政宣
- 音効：村田好次（佳夢音）
- ロケ技術：ジャパンテクニカルアート
- デザイン：磯村英俊
- 装置：俳優座
- 装飾：テレフィット
- 電飾：テルミック
- 編集技術：aaiスタジオ
- VTR編集：本間貢、石谷良、三浦丈佳
- MA：寺本征弘
- TK（タイムキーパー）：西岡八生子
- 広報：内田直美
- 制作デスク：寺田マユミ
- 制作進行：斉藤寿
- 演出補：橋本隆、横内理穂、比嘉智樹、藤本洋平、竹之内久美子
- アシスタントプロデューサー：影山幸子、大野眞奈美
- ディレクター：堤聰、佐藤宗大、天野雅洋、高戸大悟、廣田健介
- FM（フロアマネージメント）：舟澤謙二、杉岡士朗
- 演出：鈴木豊人
- 総合演出：瓜生健
- プロデューサー：藤井淳/長谷川賢一、日向野明、安藤優子、本橋武夫
- チーフプロデューサー：土屋泰則
- 協力：音楽事業協会ほか
- 照明・美術協力：日本テレビアート
- 制作協力：モスキート、NCV、オフィス・ケーアール
- 製作著作：日本テレビ

### 2025年復活スペシャル
- 企画・総合演出：五味一男
- ナレーター：佐藤真知子（日本テレビアナウンサー）
- 構成：矢頭浩
- TM：大越克人
- SW：安藤康一
- CAM：茅野竜徳、松村美緒
- VE：竹内萌江
- 照明：高橋明宏
- モニター：太田和明
- 美術プロデューサー：磯村英俊
- デザイン：田澤奈津美、高木彩
- 大道具：松橋滉平
- 電飾：山田実央
- 生花：山岡理沙
- メイク：小島梨香
- 編集：澤田直樹
- MA：森川享祐
- 音効：高取謙
- CG：深川侑紀、与谷輔、里吉佑太、三浦祐樹
- 美術・技術協力：日本テレビアート、NiTRo、日放、中央宣伝企画、東京音研映像、テルミック、京花園、奥松かつら、インターナショナルクリエイティブ、スタジオヴェルト
- 情報提供：ORICON
- TK：西岡八生子、塚越倫子
- デスク：西端薫
- 制作進行：斉藤寿、後藤喬之
- フロアディレクター：牧野郁人、則武有希子/長坂美月、斉籐鈴乃
- ディレクター：永井大輔、新井章司、町田有、宮本勇佑、中村文彦/織田充希、安立果菜、初澤櫻子、風間頼弥、牧野真釆
- 演出：佐藤宗大
- プロデューサー：貝山京子/影山幸子、三井利行、山崎みみ、若松七重、比嘉智樹、田中もも、蒲生晃太
- 統括プロデューサー：河野雄平
- チーフプロデューサー：島田総一郎
- 制作協力：AXON、ゴットキッズ、モスキート
- 製作著作：日本テレビ

## アルバム
番組発のオムニバスCD4タイトルが発売された。
| 発売日        | タイトル                                                      | レーベル  | 品番       |
| ------------- | ------------------------------------------------------------- | --------- | ---------- |
| 2004年1月15日 | 速報!歌の大辞テン!! PRESENTS 80's VS 90's ~POPS~              | avex trax | AVCD-17398 |
| 2004年1月15日 | 速報!歌の大辞テン!! PRESENTS 80's VS 90's ~BALLADS~           | avex trax | AVCD-17399 |
| 2005年3月2日  | 速報!歌の大辞テン!! PRESENTS POPS DAIJITEN! ~昭和 VS 平成~    | avex trax | AVCD-17648 |
| 2005年3月2日  | 速報!歌の大辞テン!! PRESENTS BALLADS DAIJITEN! ~昭和 VS 平成~ | avex trax | AVCD-17649 |